# Banco de la República Popular Democrática de Laos
El Banco Central de la República Popular Democrática de Laos (en lao: ທະນາຄານແຫ່ງສາທາລະນະລັດປະຊາທິປະໄຕປະຊາຊົນລາວ) es el banco central de Laos.

## Historia
En 1893, la Ley de Francia del 24 de diciembre de 1878 sobre la introducción de una unidad monetaria única, 
la piastra de la indochina, se extendió a Laos. De hecho, la piastra apareció en circulación en 1896. La piastra fue producida por el Banco Francés de Indochina.
Después de que se proclamó la independencia de Laos en 1945, el Ministerio de Economía y Finanzas de Laos emitió billetes de banco en fardos y ata en 1945-1946. Con la restauración del protectorado francés, la emisión de estos billetes desapareció.
En diciembre de 1951, el decreto real aprobó la participación de Laos en el Instituto de Emisión de Indochina. Por decreto del 25 de diciembre de 1954, la sucursal del Issue Institute se reorganizó en el Banco Nacional de Laos. El 6 de mayo de 1955, el banco comenzó a emitir una moneda nacional, un kip, que reemplazaba a la piastra de Indochina en una proporción de 1:1.
Como resultado de la guerra civil que comenzó en 1960, la circulación monetaria de Laos se dividió en dos zonas. Los billetes del Banco Nacional de Laos "pilas de Vientián" se emitieron en la zona bajo la administración del gobierno real. En la zona bajo el control de las fuerzas patrióticas, el "fardo de Hanghai" también se usó en circulación, emitido por el gobierno del príncipe Suvan Fuma, creado en 1961 por el Tesoro. El 7 de octubre de 1968, el Comité Ejecutivo del Frente Patriótico de Laos decidió establecer el Tesoro Central y emitir un "monto de liberación". En el futuro, el Tesoro se transformó en un banco central. El tesoro central unió los tesoros de las provincias liberadas. Después del final de las hostilidades en 1973, el Tesoro Central pasó a llamarse Banco de Laos.
La unificación de las dos zonas de circulación monetaria comenzó después de la proclamación de la república en diciembre de 1975. El Banco de Laos está unido con el Banco Nacional de Laos y bancos nacionalizados: el Banco de Indochina, el Banco de Desarrollo del Reino de Laos, Laovieng Bank. El banco fue nombrado Banco Nacional. En 1981, el banco pasó a llamarse Banco Estatal. En junio de 1990, el Banco del Estado pasó a llamarse Banco de la República Democrática Popular de Laos.